# Lirapex felix
Lirapex felix — вид черевоногих молюсків родини Peltospiridae. Описаний у 2021 році.

## Поширення
Вид відомий з лише з двох екземплярів, що виявлені серед глибоководних гідротермальних джерел на гідротермальному полі Лонгкі на Західно-Індійському хребті на глибині понад 2700 м.